# Olimpijaki Akti
Olimpijaki Akti ili Olimpik Bič (grč.  — „Olimpijaska Obala”; engl. Olympic Beach) je letovalište u podnožju planine Olimp, na obali Egejskog mora. Udaljeno je 2 km od Paralije. Olimpijaki Akti je udaljen 7 km od grada Katerini, a od Soluna oko 70 km, do kojeg se može doći lokalnim autobusom.
Administrativno pripada opštini Katerini. Prema popisu iz 2021. u naselju je bilo 236 stanovnika.

## Klima
Klima je pogodna zbog blizine Olimpa i blagog povetarca. Paraliju i Olimpijaki Akti spaja velika peščana plaža sa toplim morem koja ima Plavu zastavicu. U nekim delovima turističke sezone ima mnogo meduza, ali uglavnom plavih koje nisu opasne. Mesto daje mogućnost kombinovanja porodičnog i aktivnog odmora. Cene su pristupačne, puno kafića i taverni kao i radnji sa povoljnim cenama. Sa Paralijom ga povezuje šetalište dugo 3,4 km, turistički voz, autobus i taksi.Ovo mesto poseduje uredjen park i puno ja cveća. U ponudi su vile sa apartmanskim smeštajem i hoteli. Iz mesta moguće je posetiti Olimp sa selom Litohoro, arheološko nalaziste Dion, Solun, manastirski kompleks Meteori, Platamonsku tvrđavu i etno selo Stari Pantelejmon.

## Turizam
Oko plaže ima puno parkova sa toboganima i ljuljaškama. U blizini plaže postoji i diskoteka. Postoji pešačka zona u centru, a u ulicama se nalaze razne prodavnice i butici.